# Combrand
Combrand é uma comuna francesa na região administrativa da Nova Aquitânia, no departamento de Deux-Sèvres. Estende-se por uma área de 24,62 quilômetros quadrados. Em 2010 a comuna tinha 1 193 habitantes (densidade: 48,5 hab./km²).